# Estación de Lorca-Sutullena
Lorca-Sutullena es una estación de ferrocarril situada en el municipio español de Lorca, en la Región de Murcia. Las instalaciones disponen de servicios de Larga Distancia, ofrecidos por Renfe, y constituyen una parada de los trenes de la línea C-2 de Cercanías Murcia/Alicante.
Inaugurada a finales del siglo XIX como cabecera de la línea Lorca-Baza, durante muchos años llegó a poseer un importante tráfico de pasajeros y mercancías por el hecho de formar parte de la ruta ferroviaria que enlazaba Andalucía oriental y Levante. Como resultado de ello, contó con unas instalaciones de cierta relevancia. En la actualidad Lorca-Sutullena constituye la principal estación de ferrocarril del municipio, aunque no es la única. Dentro del propio término municipal coexise con otras estaciones o apeaderos, como Lorca-San Diego, La Hoya y Almendricos. Forma parte de la red de Adif.

## Situación ferroviaria
Las instalaciones se encuentran situadas en el punto kilométrico 0,2 en la línea férrea de ancho ibérico Murcia-Águilas, a 171,54 metros de altitud. El kilometraje de la línea se reinicia en la estación tomando como referencia el antiguo trazado de la línea Lorca-Baza.

## Historia

### Construcción y primeros años
En 1876 se solicitó la concesión de la línea Alcantarilla-Lorca. No llegaba esta sección hasta Murcia porque en esa fecha estaba ya construida y en explotación la línea Chinchilla-Cartagena, que enlazaba Alcantarilla con Murcia, y el tramo comprendido entre estos dos puntos podía así utilizarse. La concesión se otorgó, pues, sólo de Alcantarilla a Lorca, y con el título del ferrocarril de este nombre se constituyó la compañía que lo construyó. En 1885, fecha del estreno de la línea, se inauguró la primigenia estación de Lorca-San Diego, por lo que el origen de la estación de Sutullena hay que buscarlo en la prolongación de la línea, ocurrida en 1890, cuando se inauguró el tramo Lorca-Almendricos y el ramal de Almendricos a Águilas, a manos de otra concesionaria, The Great Southern of Spain Railway Company Limited. A partir de 1891 se irían inaugurando el resto de tramos que darían lugar al denominado ferrocarril del Almanzora, que llegaba hasta Baza, Guadix y Granada. 
En 1892 se construyó un breve tramo que conectó las dos estaciones de Lorca, cruzando el río Guadalentín.

### Bajo RENFE y Adif
En 1941, tras la nacionalización de los ferrocarriles de ancho ibérico, las instalaciones pasaron a manos de RENFE. El 1 de enero de 1985 se cerró al tráfico el tramo entre la localidad granadina de Guadix y la murciana de Almendricos (impidiendo la conexión entre Murcia y Granada), mientras que el resto de la línea entre Murcia y Almendricos siguió en uso. Esto supuso que Lorca-Sutullena perdiese su histórica conexión ferroviaria con Andalucía.
La estación ha sido durante años obligatoriamente estación término, ya que la infraestructura (principalmente los puentes metálicos) que continúa en dirección a Águilas no estaba preparada para que circulasen algunos tipos de trenes. Según los técnicos, los antiguos puentes que existían en el trazado y que no habían sido sustituidos no tenían la suficiente resistencia para admitir grandes cargas por eje, con lo que quedaba limitada la explotación de la línea. Este problema de resistencia fue solucionado en un primer momento con los automotores MAN serie 592 que son más ligeros de peso. Tras las diversas actuaciones de modernización de la línea, algunas en los últimos años, el día 13 de julio de 2012 un Talgo procedente de Madrid con parada en Lorca-Sutullena, continuó hacia Águilas dentro de un servicio especial de 22 trenes que Renfe Operadora programó para la época estival. Hoy día dicho trayecto se presta mediante servicio Intercity durante todo el año.

## La estación

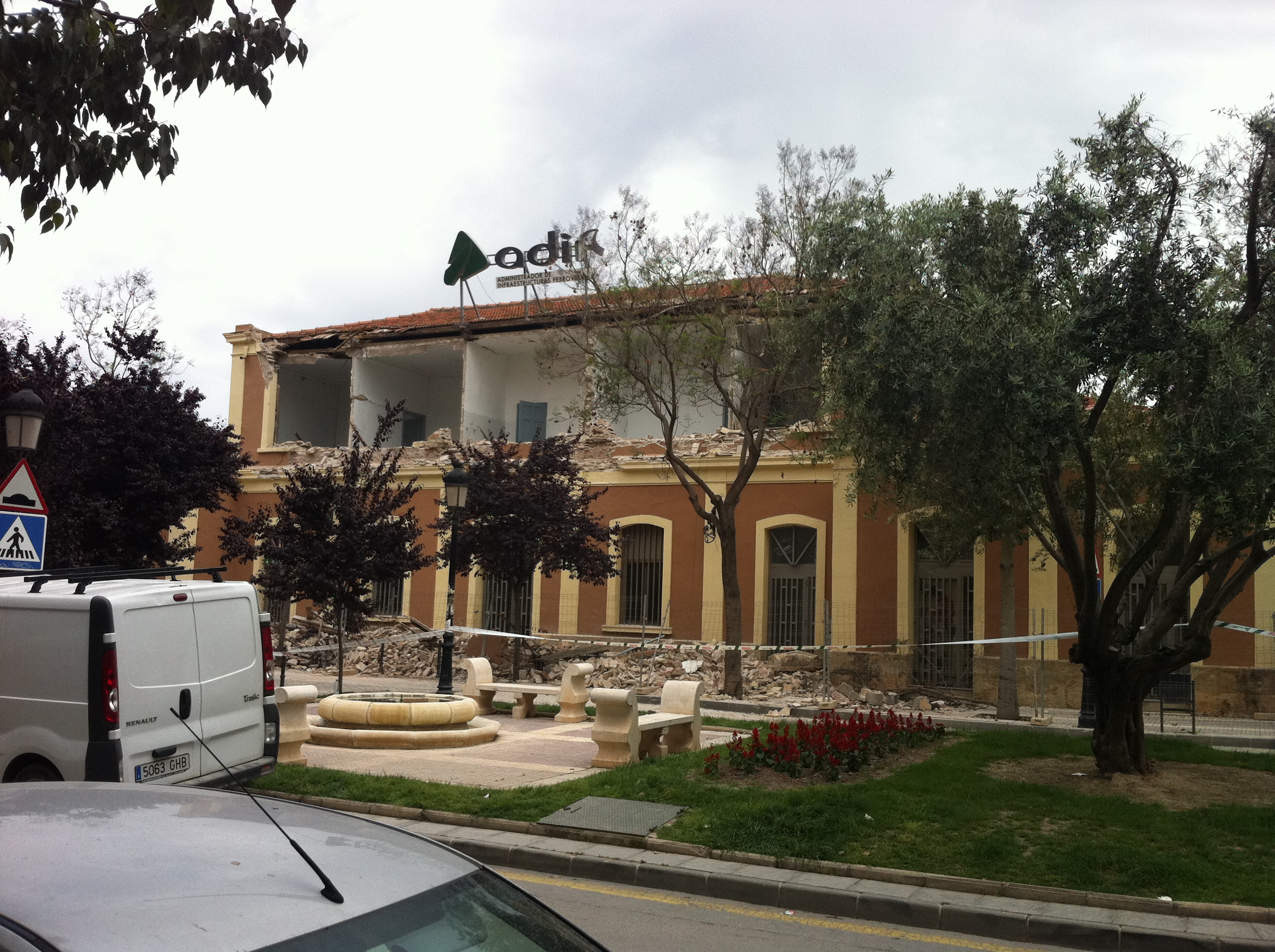
Vista de la fachada de la estación dañada tras el terremoto, en 2011.

La estación está situada junto a la plaza de Carruajes y la plaza de Toros, próxima al centro urbano. El complejo ferroviario original disponía de un edificio principal que albergaba el despacho de billetes, sala de espera, gabinete de circulación, etc. También había cocheras para locomotoras, depósitos de agua y aguadas, un muelle cubierto para mercancías y una playa de vías. En la actualidad la mayor parte de estas instalaciones se encuentran fuera de servicio o han sido derruidas.

### Terremoto de 2011
El 11 de mayo de 2011, Lorca sufrió dos terremotos de 4,7 y 5,1 grados en la escala de Richter. La estación quedó dañada, sobre todo en la parte superior. El tejado, paredes y ventanas cayeron por la fuerza del seísmo y pocos días después todo el piso superior de la estación fue demolido por seguridad. A pesar de los daños se siguió prestando servicio de viajeros en la zona anexa al edificio histórico. Aunque en un principio se rumoreaba la demolición, técnicos de Adif evaluaron la estación y optaron por la restauración del edificio. Tras varios años de trabajos el edificio principal fue reabierto al servicio en 2014.

## Servicios ferroviarios

### Larga Distancia
Realizan parada dos Intercity, con destinos Barcelona y Madrid (este último semanal desde Águilas).

### Cercanías
Pertenece a la línea C-2 de Cercanías Murcia/Alicante. La frecuencia media de paso es un tren cada 60 minutos. Tres de los 16 trenes que pasan por esta estación procedentes de Murcia continúan hasta el final de la línea en Águilas, excepto en periodo estival donde Renfe Operadora aumenta el número de trenes. 

Desde octubre de 2021 la circulación se ha cortado debido a las obras de la LAV Murcia-Almería y los servicios de Cercanías han sido sustituidos por un autobús cada hora.